# همبرگ (افتسه)
شهر همبرگ در ایالت هسن در کشور آلمان واقع شده‌است.

## نگارخانه

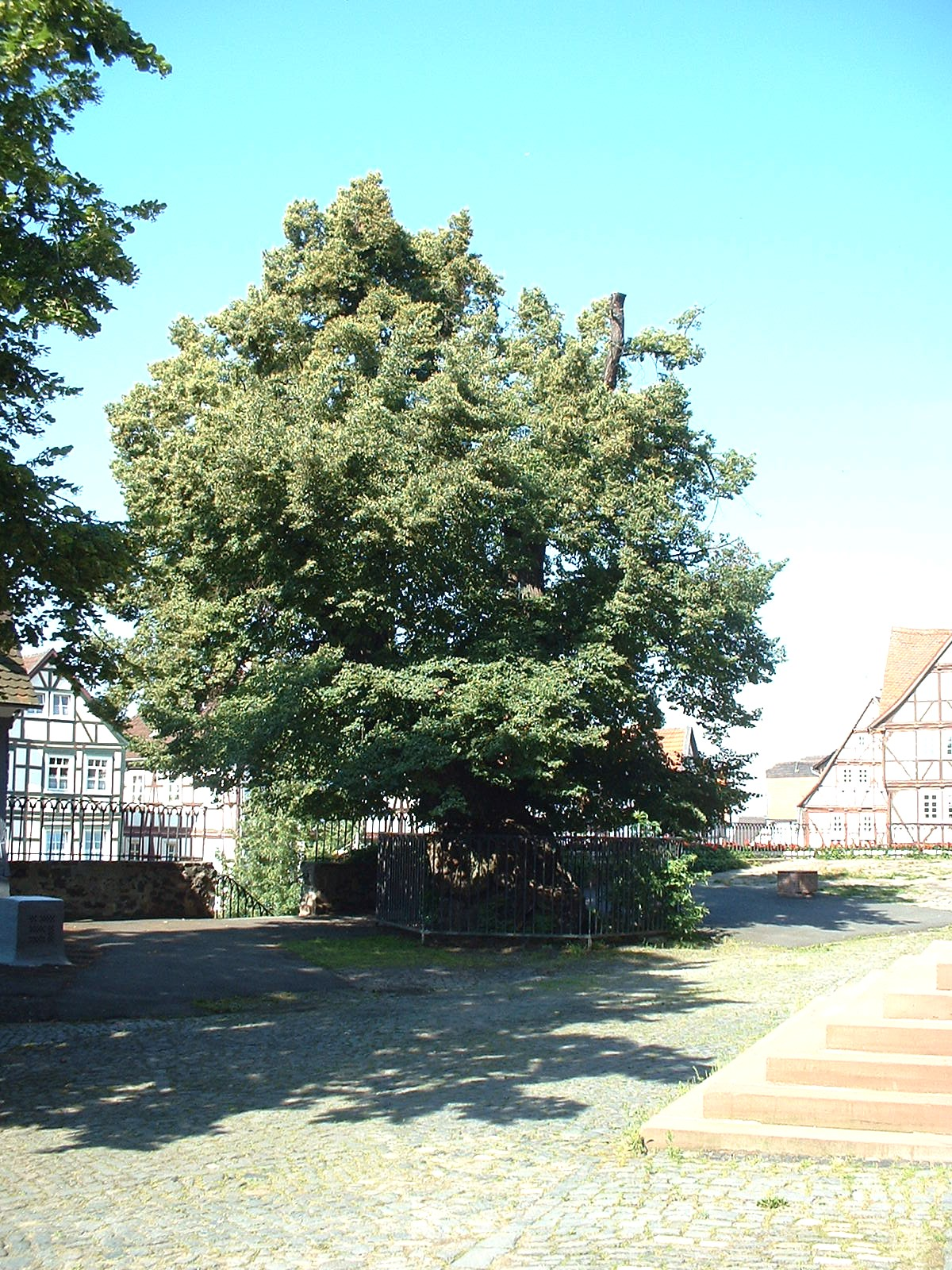
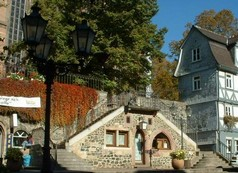
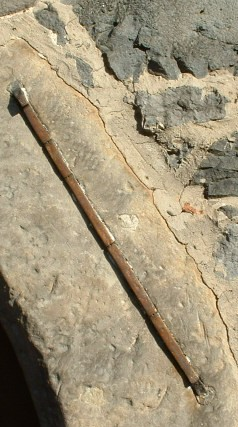
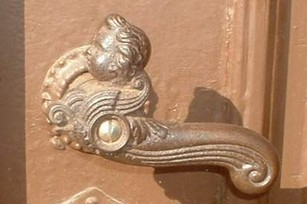